# José Legarreta
José Legarreta Abaitua (Lerrabezúa, 12 febbraio 1903 – Bilbao, 17 settembre 1957) è stato un calciatore spagnolo, di ruolo centrocampista.

## Carriera

### Nazionale
Fu convocato per le Olimpiadi del 1924 e 1928.